# Zhor El Kamch
Zhor El Kamch (arabisch زهور الكمش; * 15. März 1973 in Tiflet) ist eine marokkanische Langstreckenläuferin.

## Leben
1989 holte sie Gold bei den Schülerweltmeisterschaften im Crosslauf. Ein Jahr später hatte sie ihren ersten Auftritt bei den Crosslauf-Weltmeisterschaften, bei der sie im Juniorinnenrennen den 17. Platz belegte.
1993 gewann sie die Premiere der Course Féminine de Casablanca. Bis heute hat sie sechs von neun Austragungen dieses Rennens gewonnen, die letzte 2007.
Bei den Olympischen Spielen 2000 startete sie im 5000-Meter-Lauf, scheiterte aber im Halbfinale. Bei den Leichtathletik-Weltmeisterschaften 2003 belegte sie über dieselbe Distanz den 13. Platz. Zuvor in diesem Jahr war sie bei den Hallenweltmeisterschaften Fünfte im 3000-Meter-Lauf geworden.
Im folgenden Jahr folgte ein triumphales Debüt auf der Marathonstrecke: Beim Rotterdam-Marathon siegte sie mit dem nationalen Rekord von 2:26:10 h. Kurz danach starb ihr Ehemann bei einem Autounfall. Die Teilnahme am Marathon der Olympischen Spiele 2004 musste sie absagen, beim Chicago-Marathon desselben Jahres legte sie mit 1:11:47 h eine rasante erste Hälfte hin, brach dann jedoch völlig ein und kam in 2:53:39 hauf den 27. Platz.
2005 wurde sie beim Boston-Marathon Achte in 2:36:54 h. 2006 wurde sie Siebte auf der Kurzstrecke der Crosslauf-WM, ihre bislang beste Einzelplatzierung bei diesem Wettkampf. 
Seit 1993 ist die 1,66 Meter große und 49 kg schwere Athletin Sportsoldatin. Bei Militär-Weltmeisterschaften holte sie zahlreiche Titel, vor allem im Crosslauf.

## Bestzeiten
- 1500 m: 4:08,09 min, 27. Juni 1999, Gateshead
- 3000 m: 8:34,85 min, 4. Juli 2003, Paris
- 5000 m: 14:42,53 min, 11. Juli 2003, Rom
- 10.000 m: 33:01,29 min, 3. Juli 2001 Beirut
- 10-km-Straßenlauf: 31:38 min, 11. Mai 2003 Casablanca
- Marathon: 2:26:10 h, 4. April 2004 Rotterdam